# Traité de paix franco-algérien de 1801
Traité de paix franco-algérien de 1719 Convention franco-algérienne de 1830
Le traité de paix franco-algérien de 1801 est un traité de paix conclu le 17 décembre 1801 (26 frimaire an X) entre la France, représentée Charles-François Dubois-Thainville, et la régence d'Alger, représentée par le dey Mustapha Pacha.

## Texte du traité
« Le gouvernement français et la régence d'Alger reconnaissent que la guerre n'est pas naturelle entre les deux États, et qu'il convient à la dignité, comme aux intérêts de l'un et de l'autre, de reprendre leurs anciennes liaisons.
En conséquence, Mustapha Pacha Dey, au nom de la régence, et le citoyen Charles-François Dubois-Thainville, chargé d'affaires et commissaire-général des relations commerciales de la République française, revêtu des pleins pouvoirs du premier consul, à l'effet de traiter la paix avec la régence, sont convenus des articles suivants :
Art. Ier. Les relations politiques et commerciales sont rétablies entre les deux États, telles qu'elles existaient avant la rupture.
II. Les anciens traités, conventions, stipulations seront revêtus, dans le jour, de la signature du dey et de celle de l'agent de la République.
III. La régence d'Alger restitue à la république française les concessions d'Afrique, de la même manière et aux mêmes conditions que la France en jouissait avant la rupture.
IV. L'argent, les effets et marchandises dont les agents de la régence se sont emparés dans les comptoirs, seront restitués, déduction faite des sommes qui ont servi à payer les redevances dues à l'époque de la déclaration de guerre du 1er nivôse an 7. Il sera en conséquence dressé, de part et d'autre, des comptes qui devront être consentis mutuellement. (…)
VII. Les Français ne pourront être retenus comme esclaves dans le royaume d'Alger, en quelque circonstance et sous quelque prétexte que ce soit.
VIII. Les Français saisis sous un pavillon ennemi de la régence ne pourront être faits esclaves, quand même les bâtiments sur lesquels ils se trouveront se seraient défendus, à moins que, faisant partie de l'équipage comme matelots ou soldats, ils ne soient pris les armes à la main.
IX. Les Français passagers ou résidant dans le royaume d'Alger sont soumis à toute l'autorité  de l'agent du gouvernement Français. La régence ne peut, et ses délégués n'ont aucun droit de s'immiscer dans l'administration intérieure de la France en Afrique. (...)
XII. S'il arrive une contestation entre un Français et un sujet algérien, elle ne pourra être jugée que par les premières autorités, après toutefois que le commissaire français aura été appelé.(...)
XVI. Le chargé d'affaires et commissaire-général des relations commerciales de la république française continuera à jouir de tous les honneurs, droits, immunités et prérogatives stipulés par les anciens traités. Il conservera la prééminence sur tous les agents des autres nations.
XVII. L'asile du commissaire français est sacré : aucune force publique ne peut s'y introduire, s'il ne l'a lui-même requise des chefs du gouvernement algérien.
XVIII. Dans le cas d'une rupture (et à Dieu ne plaise qu'un pareil événement ne puisse jamais arriver), les Français auront trois mois pour terminer leurs affaires. Pendant ce temps, ils jouiront de toute l'étendue de liberté et de protection que les traités leur assurent en pleine paix. Il demeure entendu que les bâtiments qui aborderaient dans les ports du royaume pendant ces trois mois, participeront aux mêmes avantages.
XIX. S.E. le dey nomme Salah Khodja, pour se rendre à Paris en qualité d'ambassadeur.
Fait à Alger le 22 de la lune de Chaban, l'an de l'Hégire 1216 (7 nivôse an X de la République française, 28 décembre 1801),, »